# Liste der Kreisstraßen im Kyffhäuserkreis

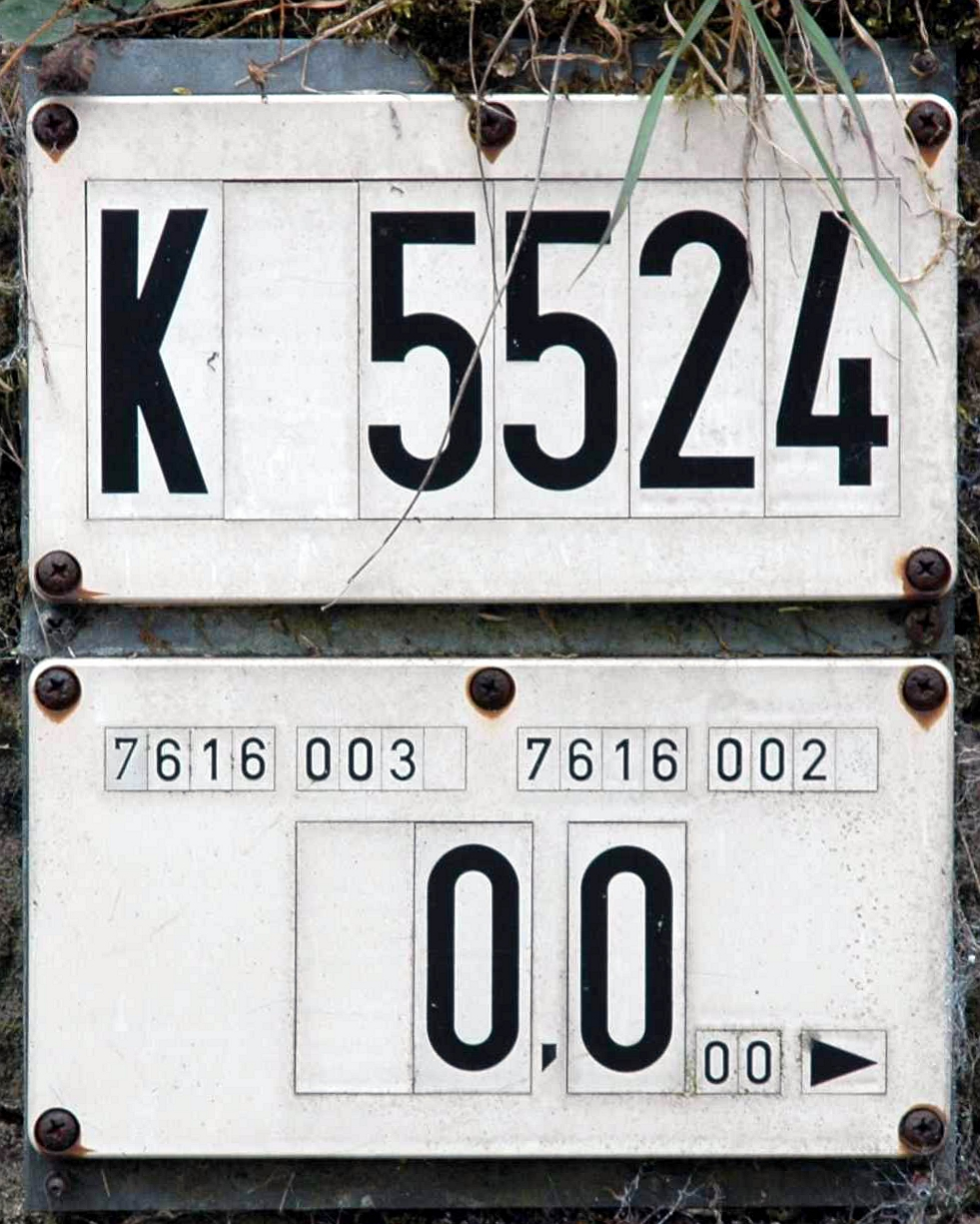
Stationszeichen

Die Liste der Kreisstraßen im Kyffhäuserkreis ist eine Liste der Kreisstraßen im thüringischen Kyffhäuserkreis.

## Abkürzungen
- K: Kreisstraße
- L: Landesstraße

## Liste
Straßen und Straßenabschnitte, die unabhängig vom Grund (Herabstufung zu einer Gemeindestraße oder Höherstufung) keine Kreisstraßen mehr sind, werden kursiv dargestellt. Der Straßenverlauf wird in der Regel von Nord nach Süd und von West nach Ost angegeben.
| Nr.  | Verlauf |
| ---- | --- |
| K 1  | L 2083 in Immenrode – L 2084 (jetzt L 2083)                                                                                   |
| K 2  | / in Ebeleben – Rockstedt – K 8 – Bellstedt – K 5 – Thüringenhausen – Bliederstedt – Otterstedt – K 6 – /L 2088 in Kirchengel |
| K 3  | L 1041 in Abtsbessingen – K 5 in Bellstedt                                                                                    |
| K 4  | L 1032 in Großbrüchter – Kleinbrüchter – Peukendorf – Holzsußra – L 1032                                                      |
| K 5  | L 2085 in Schernberg – – … – K 2 – Bellstedt – Wenigenehrich – L 1041 – K 529                                                 |
| K 6  | in Oberspier – K 9 – Niederspier – Otterstedt – K 2 – L 1041 in Wasserthaleben                                                |
| K 7  | L 1041 in Greußen – Grüningen – Kreisgrenze – (K 1 im Landkreis Sömmerda)                                                     |
| K 8  | – K 2 in Rockstedt |
| K 9  | Hohenebra – K 6 in Oberspier                                                                                                  |
| K 10 | – Westerengel – L 2088 in Kirchengel                                                                                          |
| K 11 | – Feldengel – L 2088 in Holzengel                                                                                             |
| K 12 | – Obertopfstedt – K 530 in Niedertopfstedt (jetzt K 530)                                                                      |
| K 13 | Steinthaleben, Ende der Bendelebener Straße – L 1034 in Bendeleben                                                            |
| K 14 | Gewerbegebiet Hainleite – Berka – L 1034                                                                                      |
| K 15 | in Neuheide – L 1034 in Großfurra                                                                                             |

| Nr.   | Verlauf                                                                             |
| ----- | ----------------------------------------------------------------------------------- |
| K 516 | L 1215 – Kleinroda                                                                  |
| K 517 | L 3086 – Heldrungen – Oberheldrungen – Hauteroda                                    |
| K 518 | Bretleben – L 3086                                                                  |
| K 519 | – Hohenebra – K 531 –                                                               |
| K 520 | Steinthaleben – L 2292                                                              |
| K 521 | L 1215 – Langenroda                                                                 |
| K 522 | Kachstedt – L 1172 – L 3086 in Artern                                               |
| K 523 | L 3086 – Voigtstedt                                                                 |
| K 524 | – Hemleben                                                                          |
| K 525 | Ichstedt – L 1172 in Ringleben                                                      |
| K 526 | /L 3086 – Braunsroda                                                                |
| K 527 | L 1033 in Dietenborn – Großberndten – L 2083 in Immenrode                           |
| K 528 | Udersleben – L 1172/L 1221 in Esperstedt                                            |
| K 529 | in Allmenhausen – Freienbessingen – Wolferschwenda – K 5                            |
| K 530 | – Obertopfstedt – Niedertopfstedt – Trebra – L 2088 – Niederbösa – Oberbösa         |
| K 531 | K 519 – Thalebra                                                                    |
| K 532 | – Parkplatz an der Gaststätte Burghof Kyffhäuser in der Nähe des Kyffhäuserdenkmals |
| K 533 | (L 221 in Sachsen-Anhalt) – Landesgrenze – Borxleben – L 1172 in Ringleben          |